# Каикоура (хребты)
Каикоура (англ. Kaikōura Ranges) — система двух параллельных горных хребтов, расположенная на северо-восточной оконечности Южного острова Новой Зеландии. Оба хребта видны с большого расстояния, в том числе с южного берега Северного острова.

## Описание
Система Каикоура состоит из двух параллельных хребтов, разделенных долиной Кларенс (англ. Clarence Valley): на северо-западе располагается хребет Внутренний Каикоура (англ. Inland Kaikoura Range), а на юго-востоке — хребет Сиуорд Каикоура (англ. Seaward Kaikoura Range). Сформированные вдоль системы разломов Марлборо Новой Зеландии, хребты Каикоура могут считаться северной оконечностью Южных Альп Южного острова. Капитан Джеймс Кук назвал эти хребты горами Наблюдателей (англ. Looker-on mountains). Современное название они получили по наименованию города Каикоура, расположенного на южной оконечности восточного хребта, Сиуорд Каикоура.
Хребет Внутренний Каикоура (англ. Inland Kaikoura Range), длиной 60 миль (97 км), начинается с Голубой горы (англ. Blue Mountain), высотой (4080 футов (1240 м)), находящейся на расстоянии 10 миль (16 км) к западу от Уорда. Хребет имеет юго-западное направление, и достигает своей наибольшей высоты в 9465 футов (2885 м) на вершине Тапуаэ-о-Уэнуку (маори Следы бога радуги). Он заканчивается к юго-западу от горы Теркс-Хэд (англ. Turks Head), высотой 6426 футов (1959 м), в долине Ачерон (англ. Acheron Valley).
Хребет Сиуорд Каикоура (англ. Seaward Kaikoura Range), длиной 60 миль (97 км), начинается в 20 миль (32 км) к юго-западу от Уорда, как Пиловидный хребет (англ. Sawtooth Range).  Этот хребет возвышается у побережья к северу от города Каикоура (и доминирует над ним). Наивысшая точка хребта — гора Манакау, высотой 8562 фута (2610 м). Хребет развивается в юго-западном направлении и заканчивается к юго-западу от вершины Тинлайн (англ. Mt. Tinline), высотой 5731 фут (1747 м). Хребты Каикоура, покрытые снегом, представляют собой великолепное зрелище, которое можно наблюдать из Веллингтона, расположенного на противоположном берегу пролива Кука.
Длинная прямая речная долина реки Кларенс отделяет прибрежный хребет Сиуорд Каикоура от более длинного и высокого хребта Внутренний Каикоура (англ. Inland Kaikōuras). К западу от хребта Внутренний Каикоура находится долина реки Аватере, которая течёт параллельно долине Кларенс.
Климат хребтов характеризуется экстремальными климатическими условиями — летом сухой, зимой — с южными штормами и снегом. Для климата региона характерна сухая холодная зима.
У восточного подножия хребтов находится небольшой полуостров Каикоура, названный Куком в 1770 году «Наблюдатели» (англ. Lookers on). В своем дневнике Кук описал, как 57 человек на четырёх двойных каноэ вышли к его кораблю, «посмотрели на» него некоторое время, а затем вернулись на берег. На полуострове находится община Каикоура, основанная в 1850 году. Это центр земледелия, молочного животноводства и овцеводства, с заводом по переработке известняка, заводом по переработке раков и морской биологической исследовательской станцией.
На южном склоне горы Тапуаэ-о-Уенуку, на высоте 7000 футов (2100 м) были найдены раковины пауа, что позволило исследователям сделать вывод о том, что эта территория была заселена маори ещё до появления здесь европейцев. Территория хребтов Каикоура находится под охраной с 1866 года, и в настоящее время рассматривается предложение о превращении её в национальный парк.

## Геология
Оба хребта начали подниматься из моря около 30 миллионов лет назад в результате взаимодействия Тихоокеанской и Австралийской литосферных плит в Альпийском разломе. Этот процесс продолжается и сегодня и проявляется в наличии активных разломов, на юго-восточных и, соответственно, самых крутых склонах этих хребтов.
Первоначально сформированные в эпоху миоцена, хребты Каикоура состоят в основном из граувакки и аргиллита. Дальнейшее образование хребтов произошло в раннем плейстоцене, и именно в этот период произошёл их значительный подъём. Периоды оледенения привели к эрозии и образованию осыпей. Почвы в целом бедны, а крутизна рельефа, как правило, приводит к нестабильности пород. Подобно хребту Внутренний Каикоура, хребет Сиуорд Кайкоура был сформирован в результате быстрого подъёма горных пород. Существует много разломов и следов эрозии на сухих и бесплодных склонах этих хребтов.

## Флора
Отчасти из-за климата, с сезонными сухими северо-западными ветрами, отчасти из-за продолжающегося подъёма, а также из-за чрезмерного заселения и появления животных-вредителей со времён появления европейцев, хребты и их склоны в значительной степени лишены растительности. В результате лесозаготовок лесной покров склонов превратился в кустарник. Человеческая деятельность привела к обезлесению большей части территории, однако местами затем происходило частичное восстановление местной флоры.
Для этих гор характерны кочкарники и обширные открытые осыпи, тогда как равнинные леса в значительной степени вырублены. Между тем, на хребте Спенсер, к югу от хребтов Каикоура, имеется лучше сохранившийся буковый лес.
На большой высоте сохранились очаги оригинального подокарпового леса и некоторые участки тотары Холла и красного бука. Имеются обширные участки субальпийского кустарника, кануки и мануки.
Скалистая маргаритка Марлборо (Pachystegia insignis) распространена на обнажённых склонах хребтов, особенно вдоль побережья, а в глубине страны остались некоторые остатки букового леса. В прибрежных районах — большое разнообразие местных кустарников и небольших деревьев восстанавливается вместе с местным льном, и для многих местных птиц создается идеальная среда обитания. У подножия северо-западного склона хребта Сиуорд Киакоура кустарник манука покрывает большие площади.

## Фауна
На хребте Сиуорд Каикоура расположена охраняемая территория «Долина Коухай и ручей Буревестник» — важная орнитологическая зона.
Межгорные долины используются для разведения овец, а в последнее время здесь развито животноводство.

### Статьи
- Kaikoura Range (англ.). Encyclopædia Britannica. Дата обращения: 8 января 2021.
- R J Cuthbert. Conservation and ecology of Hutton's shearwater (Puffinus huttoni) (англ.) // Report for Department of Conservation. — 2001. — P. 37. — ISSN 1171-9834. Архивировано 6 октября 2021 года.

### Электронные издания
- Kaikoura – Kahurangi: a guide for climbers (англ.). New Zealand Alpine Club (2005). Дата обращения: 8 января 2021. Архивировано 9 января 2021 года.